# Antoni
Antoni ist ein männlicher Vorname lateinischer Herkunft, der auch als Familienname auftritt.
Antoni ist die polnische und katalanische Form des Vornamens Antonius; zur Bedeutung des Namens siehe hier.

## Namensträger

### Vorname
- Antoni Lluís Adrover (* 1982), spanischer Fußballspieler
- Antoni Bernadó (* 1966), andorranischer Langstreckenläufer
- Antoni Nadir Cherif (* 1975), deutscher Architekt und Autor
- Antoni Chruściel (1895–1960), polnische Militärperson
- Antoni Clavé (1913–2005), spanischer Maler und Bildhauer
- Antoni Dontschew (* 1959), bulgarischer Jazzpianist
- Antoni Pacyfik Dydycz OFMCap (* 1938), polnischer Ordensgeistlicher, Bischof von Drohiczyn
- Antoni Gaudí (1852–1926), spanischer Architekt
- Antoni Grabowski (1857–1921), polnischer Chemieingenieur und Esperanto-Aktivist
- Antoni Kątski (1817–1899), polnischer Klaviervirtuose und Komponist
- Antoni Kępiński (1918–1972), polnischer Psychiater
- Antoni Kowalski (* 2004), polnischer Snookerspieler
- Antoni Łaciak (1939–1989), polnischer Skispringer
- Antoni Łazarkiewicz (* 1980), polnischer Komponist
- Antoni van Leeuwenhoek (1632–1723), niederländischer Naturforscher
- Antoni Lima (* 1970), katalanisch-andorranischer Fußballspieler
- Antoni Małecki (1821–1913), polnischer Klassischer Philologe
- Antoni Martí Petit (1963–2023), andorranischer Politiker
- Antoni Morell (1941–2020), katalanisch-andorranischer Schriftsteller
- Antoni Julian Nowowiejski (1858–1941), polnischer katholischer Bischof
- Antoni Peña (* 1970), spanischer Langstreckenläufer
- Antoni Ponikowski (1878–1949), polnischer Politiker
- Antoni Ramallets (1924–2013), spanischer Fußballspieler
- Antoni Sadlak (1908–1969), US-amerikanischer Politiker
- Antoni Słonimski (1895–1976), polnischer Schriftsteller
- Antoni Sobański (1898–1941), polnischer Schriftsteller
- Antoni Stolpe der Jüngere (1851–1872), polnischer Komponist
- Antoni Świeży (1818–1890), polnischsprachiger Politiker und Landtagsabgeordneter im Schlesischen Landtag
- Antoni Szymański (1894–1973), polnischer General
- Antoni Tàpies (1923–2012), spanischer Maler und Graphiker
- Antoni Zygmund (1900–1992), US-amerikanischer Mathematiker polnischer Abstammung

### Familienname
- Adriana Antoni (* 1975), rumänische Sängerin
- Birgit Antoni (Malerin) (* 1956), deutsche Malerin
- Birgit Antoni (Autorin) (* 1969), österreichische Kinderbuchautorin, Zeichnerin und Designerin
- Carlo Antoni (1896–1959), italienischer Philosoph
- Carmen-Maja Antoni (* 1945), deutsche Schauspielerin
- Conny H. Antoni (* 1956), deutscher Psychologe und Professor Universität Trier
- Dieter Antoni (1942–2021), österreichischer Politiker (SPÖ)
- Fiona Steil-Antoni (* 1989), luxemburgische Schachspielerin
- Franz Antoni (1902–1961), deutscher Ministerialbeamter
- Georg Antoni (1862–1945), deutscher Jurist und Politiker (CVP, Zentrum); Oberbürgermeister der Stadt Fulda
- Hans-Erich Antoni (* 1954/55), deutscher Offizier
- Helge Antoni (* 1956), schwedischer Pianist
- Hermann T. Antoni (1929–2019), deutscher Physiologe und Hochschullehrer
- Janine Antoni (* 1964), bahamaische Künstlerin
- Jennipher Antoni (* 1976), deutsche Schauspielerin
- Johanna Antoni (1762–1843), deutsche Schriftstellerin
- Jürgen Antoni (* 1964), deutscher Politiker (SPD)
- Klaus Antoni (* 1953), deutscher Japanologe und Kulturwissenschaftler
- Konrad Antoni (* 1964), österreichischer Politiker (SPÖ)
- Lisa Antoni (* 1981), österreichische Musicaldarstellerin
- Lorenc Antoni (1909–1991), jugoslawischer Komponist
- Louis Ferdinand Antoni (1872–1940), französischer Maler
- Michael Antoni (* 1947), deutscher Jurist und Staatssekretär
- Robert Antoni (* 1958), Schriftsteller aus Trinidad und Tobago
- Rudolf Antoni (1921–1986), österreichischer Journalist
- Victor Antoni (1882–1966), autonomistischer Regionalpolitiker in Lothringen
- Volker Antoni († 2015), deutscher Manager
- Yvo Antoni (* 1979), deutscher Hundedresseur und Akrobat